# Gare de Breteil
Gare de Breteil – przystanek kolejowy w Breteil, w departamencie Ille-et-Vilaine, w regionie Bretania, we Francji.
Jest przystankiem Société nationale des chemins de fer français (SNCF), obsługiwanym przez pociągi TER Bretagne.

## Położenie
Znajduje się na wysokości 51 m n.p.m., na 391,380 km linii Paryż – Brest, pomiędzy stacjami L’Hermitage - Mordelles i Montfort-sur-Meu.

## Usługi
Usługi kolejowe są prowadzone przez pociągi TER Bretagne, kursujące między Rennes, La Brohinière, Lamballe lub Saint-Brieuc.